# イヴァン・メシーク
イヴァン・メシーク（Ivan Mesík, 2001年6月1日 - ）は、スロバキア・バンスカー・ビストリツァ県バンスカー・ビストリツァ出身のサッカー選手。デルフィーノ・ペスカーラ1936所属。ポジションはDF。

## クラブ経歴
2019年4月にFCスパルタク・トルナヴァのトップチームに昇格。4月28日のFC ViOnズラテー・モラフツェ戦でプロデビュー。翌2019-20シーズンに先発に定着し、同年8月5日のFCニトラ戦ではプロ初ゴールを決めた。
2020年1月28日、FCノアシェランとの契約が発表。加入後即先発で起用され、2020-21シーズンは27に出場し、最終ラインに定着した。
2023年1月5日、デルフィーノ・ペスカーラ1936に移籍した。

## 代表経歴
2017年から各ユース世代のスロバキア代表に招集されている。